# Steel Azin FC
Steel Azin (persisch باشگاه فوتبال استيل آذین) ist ein iranischer Fußballverein aus der Hauptstadt Teheran.
Der Verein gehört Hossein Hedayati, dem Besitzer der Steel Azin Co. Zum Steel Azin Club gehört auch eine Volleyballmannschaft.

## Geschichte
Am 30. April 2007 kaufte Hossein Hedayati den Ekabatan Football Club für 750.000 US$ und nannte ihn in Steel Azin Football Club um.

## Saison 2010/11
Steel Azin ging mit einem Einkaufsbummel in die Saison. Siavash Akbarpour, Jasha, Mohsen Khalili, Mehrzad Madanchi, Hossein Kazemi, Milad Zanidpour und Hassan Ashjari, alles ehemalige oder aktuelle Nationalspieler, wurden verpflichtet. Der Verein hatte noch mehr Geld ausgegeben, als sie es im Vorjahr bei Ali Karimi, Mehdi Mahdavikia, Ferydoon Zandi, Hossein Kaebi, Amir Shapourzadeh, Hamed Kavianpour und Alireza Vahedi Nikbakht hatten. Insgesamt hat der Club 13 ehemalige oder aktuelle Nationalspielern in nur zwei Jahren verpflichtet. Karimi und Mahdavikia haben beide mehr als 100 Länderspiele und kommen auf den zweiten und dem dritten Platz hinter Ali Daei bei den meisten Länderspielen für den Iran.
Trotzdem schaffte der Klub den erhofften Erfolg nicht und stieg sogar als Tabellenletzter ab.

## Bekannte Spieler
Kamerun
- Léonard Kweuke
- Bondoa Adiaba

 England
- Jacques Williams

 Iran
- Ebrahim Mirzapour
- Hamed Kavianpour
- Amir Shapourzadeh
- Ali Karimi
- Alireza Vahedi Nikbakht
- Ferydoon Zandi
- Mehdi Mahdavikia
- Hossein Kaebi
- Mohammad Parvin
- Ali Ansarian
- Farzad Majidi
- Davoud Seyed Abbasi

 Irak
- Ahmed Kadhim Assad

 Kroatien
- Lek Kcira

 Liechtenstein
- Michele Polverino

 Mazedonien
- Ardijan Nuhiji

 Togo
- Kassim Guyazou

## Steels Trainer (unvollständig)
| Name des Trainers  | Zeitraum  | Bemerkung                                            |
| ------------------ | --------- | ---------------------------------------------------- |
| Theo de Jong       | 2007      |                                                      |
| Hamid Estili       | 2009–2010 |                                                      |
| Afshin Peyrovani   | 2010      | • anschließend als Co-Trainer von Ljubiša Tumbaković |
| Ljubiša Tumbaković | 2010      |                                                      |
| Afshin Peyrovani   | 2010      |                                                      |